# St. Bonifatius (Sömmerda)

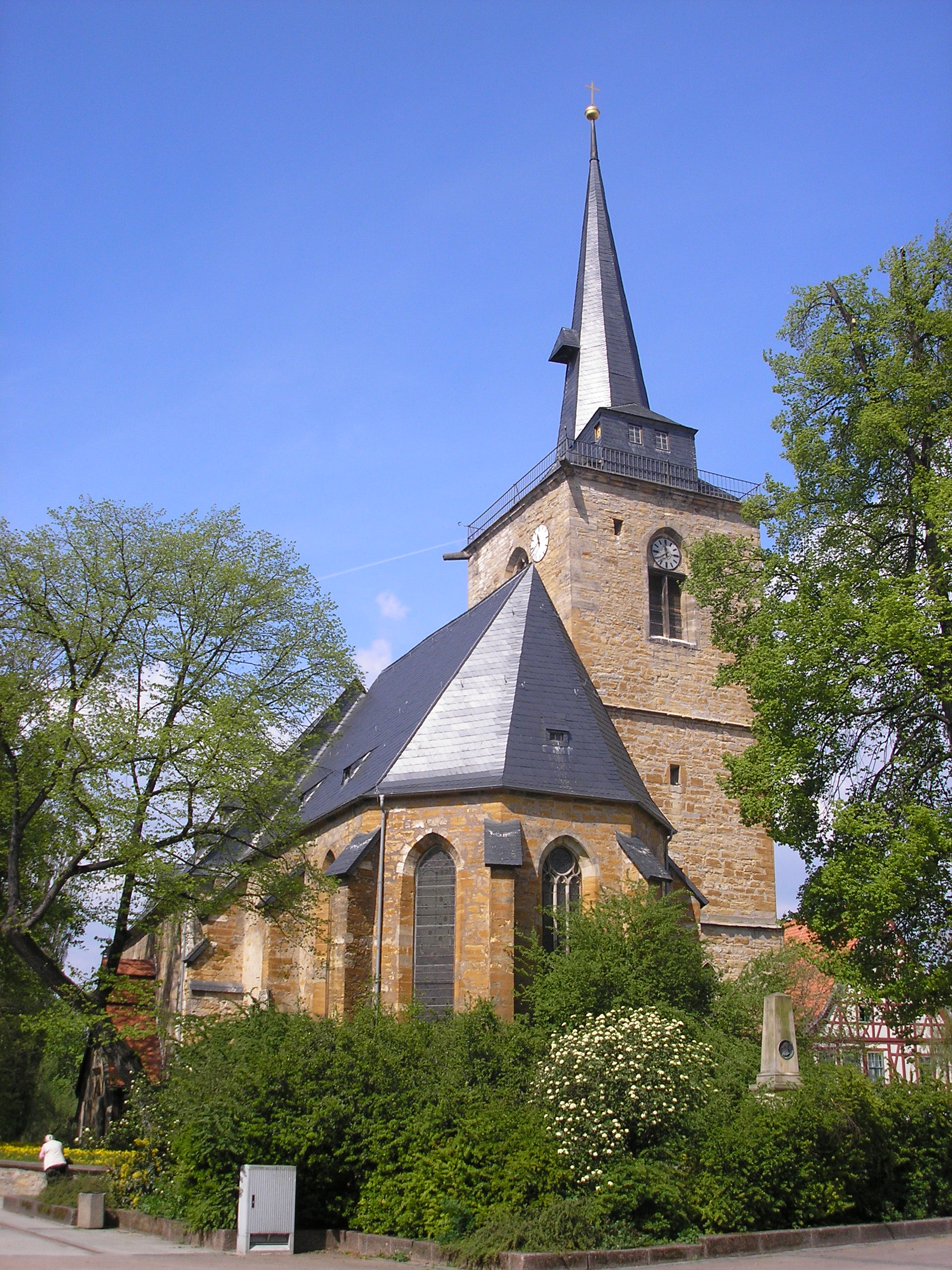
Die Stadtkirche St. Bonifatius

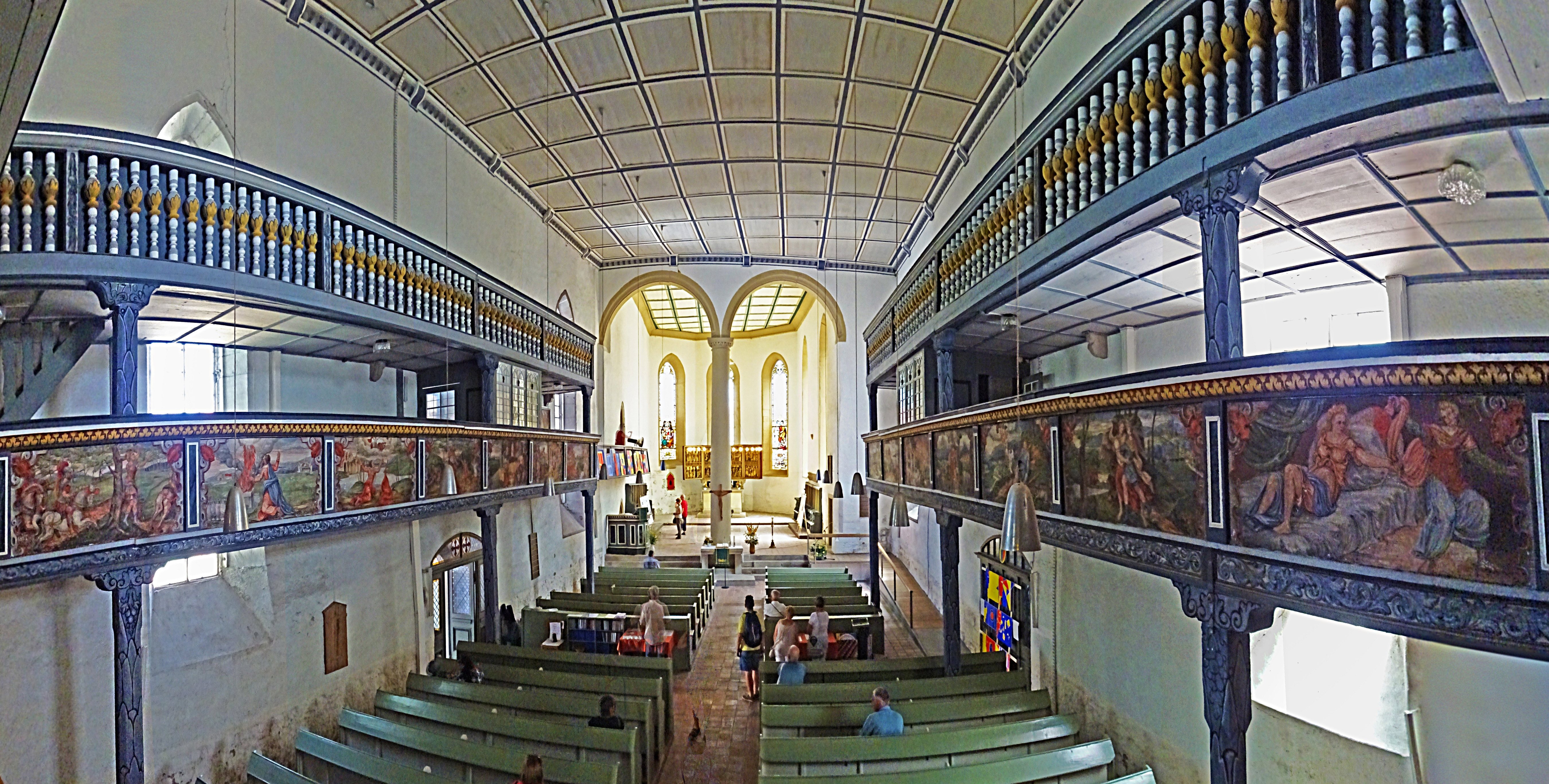
Innenraum-Panorama

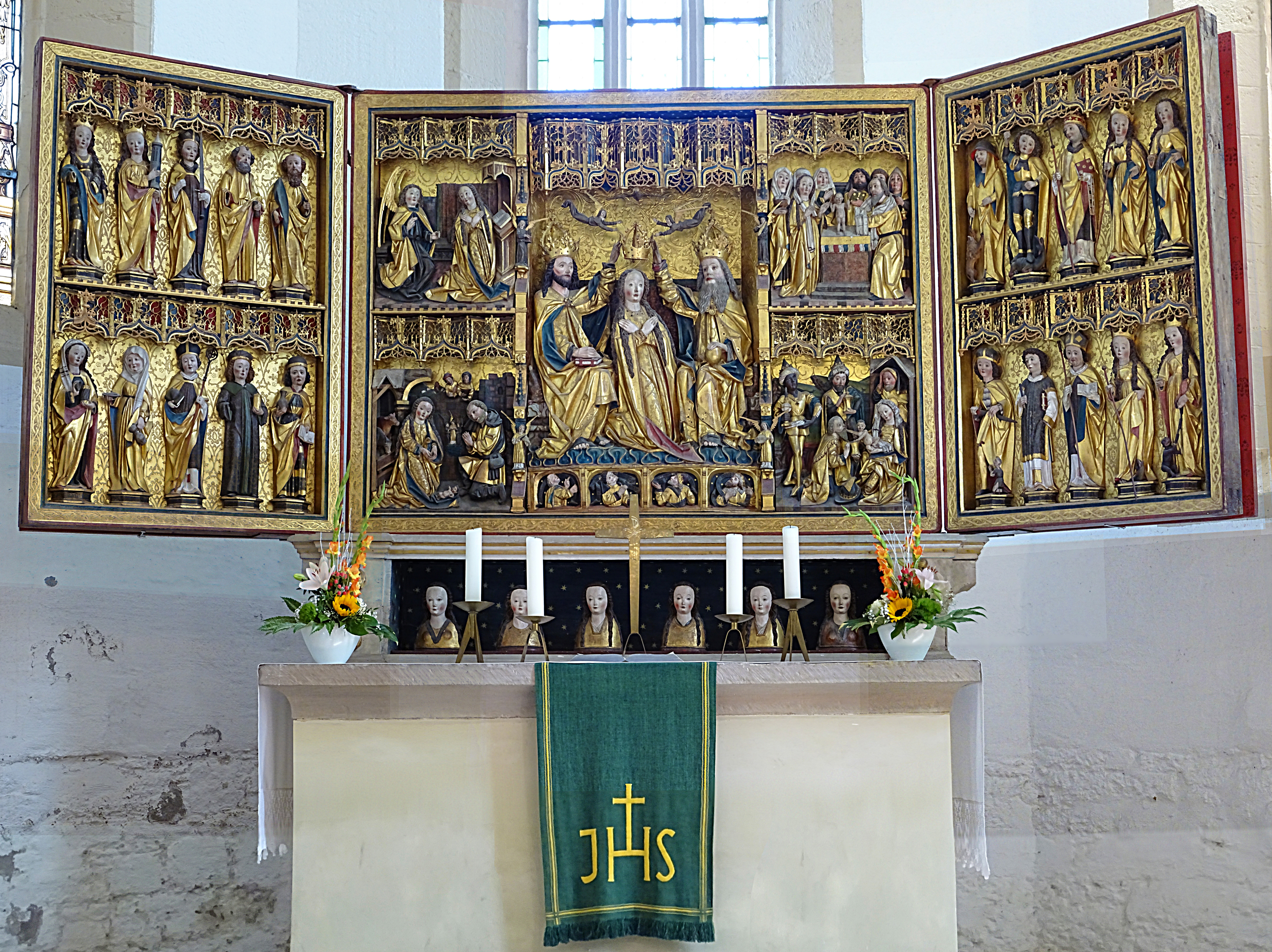
Schnitzaltar

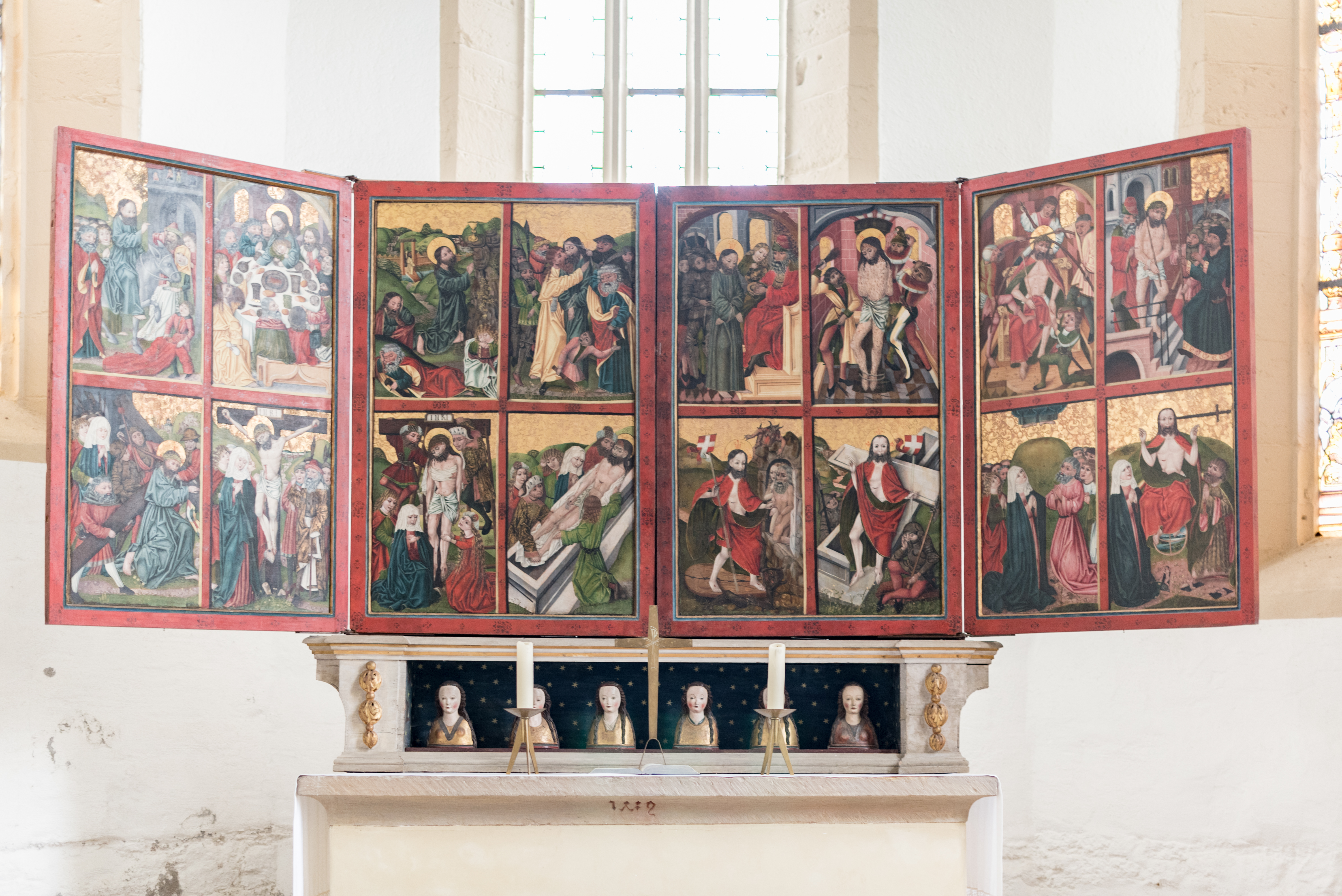
Erste Wandlung des Altars

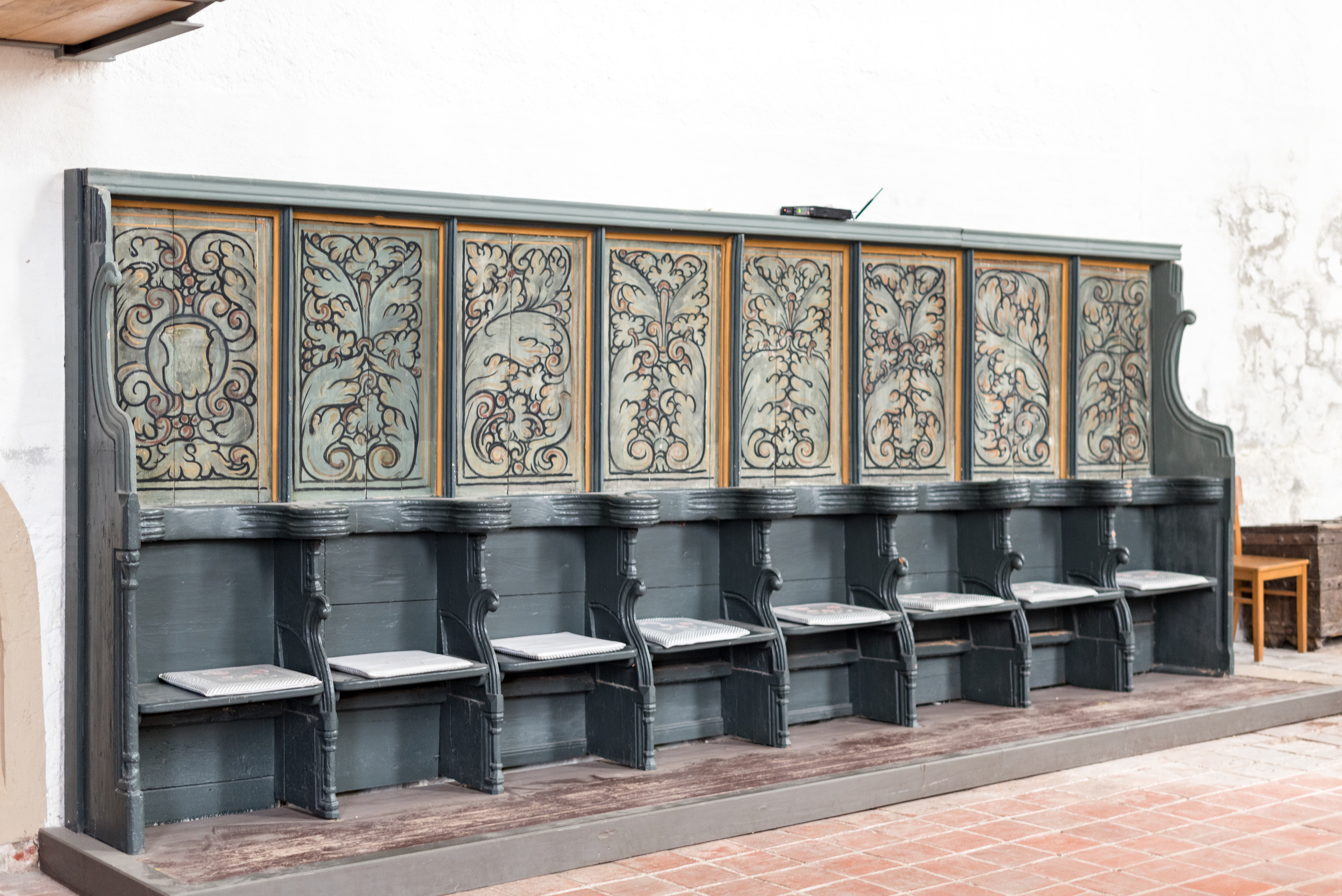
Chorgestühl

Die evangelische Kirche St. Bonifatius steht in der Stadt Sömmerda im Landkreis Sömmerda in Thüringen. Sie gehört zur Gemeinde St. Bonifatius Sömmerda im Kirchenkreis Eisleben-Sömmerda der Evangelischen Kirche in Mitteldeutschland.

## Geschichte und Architektur
Die erste urkundliche Erwähnung ist aus dem Jahr 1436 überliefert. Das Untergeschoss vom Kirchturm deutet auf einen romanischen Vorgängerbau. Die heutige große einschiffige Kirche mit schwach eingezogenem, polygonal schließendem Chor und einem mächtigen, an der Nordseite des Chores errichteten Chorflankenturm wurde vermutlich in zwei Hauptbauphasen an der Wende vom 15. zum 16. Jahrhundert erbaut. Am Turm gibt eine Inschrift das Jahr 1462 als Baubeginn an. Die Jahreszahl 1482 an der Mensa des Hochaltars ist vermutlich auch das Jahr der Chorvollendung. An einem Chorstrebepfeiler ist eine Reliefplatte mit Sonnenuhr und der Jahreszahl 1502 angebracht.
Das Schiff mit  einer stark nach Norden abweichenden Orientierung der Längsachse entstand vermutlich in einer zweiten Bauphase. Das Äußere des spätgotischen Bauwerks ist nahezu unverändert, nur die Fenstermaßwerke wurden 1773 entfernt. Die ein- oder zweiläufigen Treppenanlagen an den Längswänden des Schiffs und das kleine Rundbogenportal im Westen wurden bei Umgestaltungen des Inneren in den Jahren 1562–1564 und 1794 angelegt. An der überdachten Südtreppe finden sich die Bauinschrift von 1562 mit der Angabe des vermutlichen Baumeisternamens M. Mertemaller und ein feingearbeitetes Relief mit einer Gottvaterdarstellung.
Weitere Baumaßnahmen, die nach der Überlieferung in den 1560er Jahren erfolgten, sind nicht eindeutig nachzuvollziehen. An den Treppenaufgängen wurden im Jahr 1913 einige aus dem Fußboden gehobene Grabplatten des 15. bis 18. Jahrhunderts aufgestellt. Im Jahr 1962 erfolgte eine Renovierung des Inneren, wobei die Empore verkürzt und alle Stände beseitigt wurden. Im Jahr 1992 wurde eine Außenrenovierung des Turmes abgeschlossen. Die tiefgreifendste Veränderung im Innern war der Einbau einer hohen Doppelarkade auf einer starken Säule anstelle des gotischen Triumphbogens, was vermutlich bei dem Einbau einer ersten mehrgeschossigen Emporenanlage geschah, die wahrscheinlich der heutigen von 1695 ähnlich war.
Restaurierungsmaßnahmen an der Nordfassade erfolgten im Jahr 2014. Der Innenraum wurde 2015 umgebaut. 2016 wurde die Turmtreppe renoviert und 2019 die Sakristei ausgebaut. Im Kirchturm wohnten bis 1928 der Stadtpfeifer mit seiner Familie sowie Gesellen und Lehrlingen.
An der Emporenbrüstung im ersten Geschoss ist eine großflächige, detailreiche Malerei mit alttestamentarischen Szenen aus der Zeit um 1710 erhalten. Im Jahr 1962 wurde die Reihenfolge der Bildtafeln geändert und einige davon am Gestühl angebracht. Die flachen Felderdecken im Schiff und im Chor wurden vermutlich im 17. Jahrhundert eingezogen. Über der Orgel wurden diese nachträglich erhöht und mit musizierenden Engeln bemalt. Neben der Orgel wurde eine dritte Empore, an der zwei Pauken befestigt sind, für die Stadtpfeifer eingebaut. An der Chornordwand ist eine Kopfkonsole zu finden, die wie die Strebepfeiler am Chor auf eine zumindest geplante Einwölbung des Chores hinweist.

## Ausstattung
Zahlreiche historische Ausstattungsstücke sind erhalten. Auf der Altarmensa von 1482 steht ein großes, zweifach wandelbares Retabel mit der Jahreszahl 1491 aus einer Erfurter Werkstatt, das in den Jahren 1979–1984 restauriert wurde. Es zeigt im Schrein die Marienkrönung und vier Reliefs mit Szenen aus dem Marienleben. Unter dem zentralen Bild sind vier Büsten aufblickender Propheten angebracht. An den Flügeln sind jeweils zwei Reihen von Heiligen übereinander angebracht. Alle Figuren werden durch feingearbeitete Maßwerkbaldachine hervorgehoben. Die erste Wandlung zeigt 16 Szenen aus der Passion, die Auferstehung und die Himmelfahrt Christi sowie das Jüngste Gericht. In der zweiten Wandlung sind die Heiligen Maria, Bonifatius, Adolar und Eoban dargestellt, die auch in Erfurt, besonders am Dom, verehrt wurden. In der barocken Predella sind sechs gotische Reliquienbüsten heiliger Jungfrauen aufgestellt. Das Gesprenge wurde 1723 entfernt und die Gesprengefiguren im Jahr 1906 an das Angermuseum Erfurt abgegeben.
Vor dem Chor ist der Mittelschrein eines kleinen Altarretabels mit einem Relief der Beweinung Christi aufgestellt, der um 1490/1500 ebenfalls in Erfurt entstanden ist; die Flügel werden im Angermuseum Erfurt aufbewahrt. Beide Altarretabel stammen vermutlich aus der Erstausstattung der spätgotischen Kirche. Im Chor befinden sich außerdem ein polygonaler Kanzelkorb mit Christus Salvator und Evangelistenbildern aus der Zeit um 1710 sowie ein 1620 entstandener, sechsseitiger Taufstein mit flacher Kuppa, der Hans Friedemann dem Jüngeren zugeschrieben wird. Weiterhin sind Teile eines spätgotischen Chorgestühls mit Dorsalbemalung des 17./18. Jahrhunderts sowie ein Brett mit Schablonenmalerei und fragmentierter Inschrift, vermutlich aus dem 15. Jahrhundert. erhalten.
Zwei Glocken aus den Jahren 1467 und 1620 sind erhalten, die letztere wurde von Melchior Moeringk aus Erfurt gegossen.

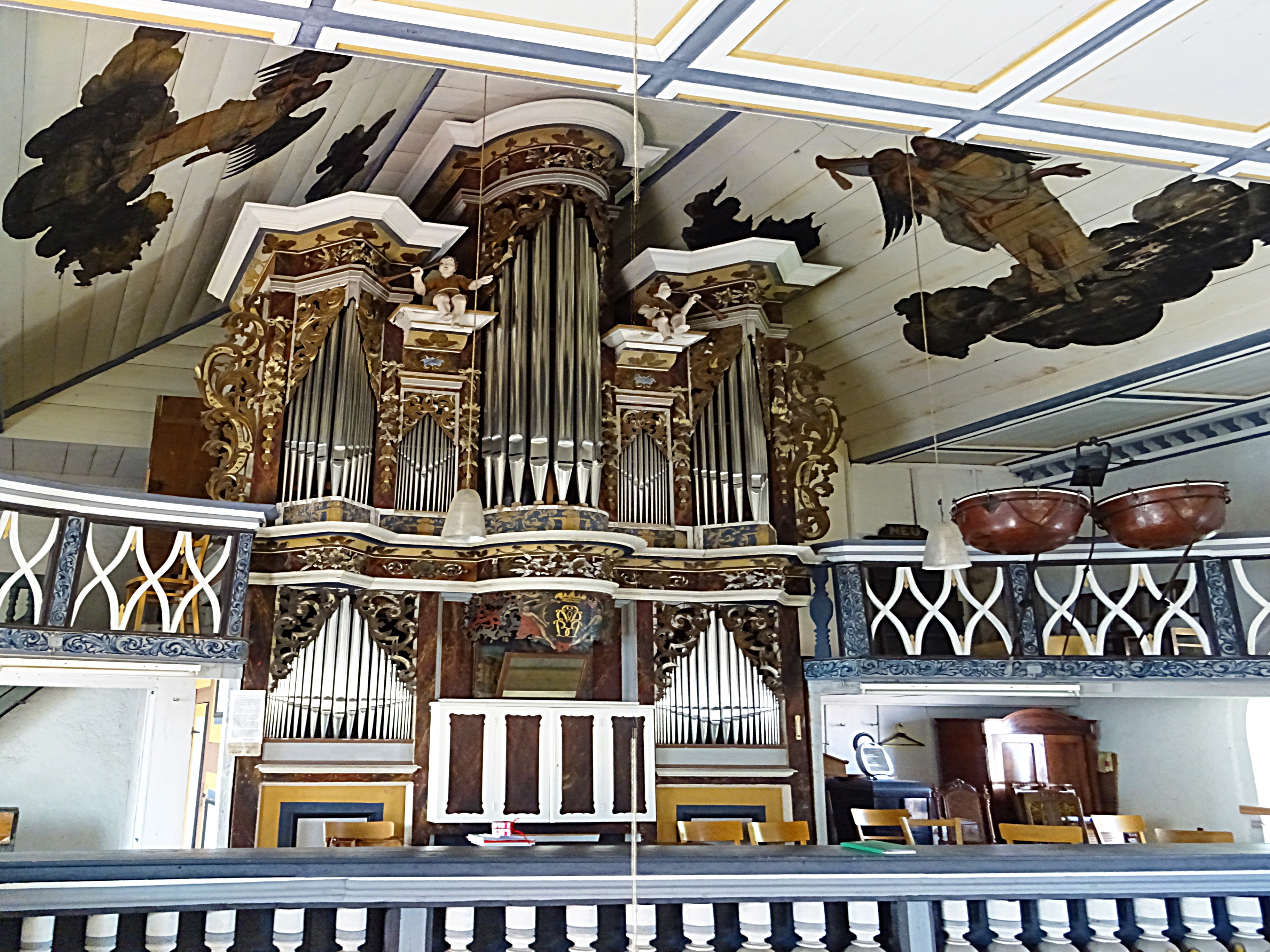
Orgelprospekt

## Orgel
Um 1563 wird Matthias Eckstein (Annaberg) der Bau der ersten Orgel zugeschrieben. Von 1703 bis 1709 errichtete Johann Georg Krippendorf aus Kölleda eine neue Orgel mit zwei Manualen und Pedal sowie 25 Registern, von der heute das Gehäuse, Windladen und Pfeifenmaterial im Wesentlichen erhalten sind. Conrad Wilhelm Schäfer aus Kindelbrück baute sie 1722 und 1727 um; 1769 wurde eine Erweiterung und bis 1801 die Betreuung durch Johann Gottfried Thiele aus Schloßvippach durchgeführt.
1869 lieferte Carl Daniel aus Walschleben Pläne für eine Orgel in St. Bonifatius (Sömmerda). Durch seinen frühen Tod kam es nicht mehr zur Ausführung. Louis Witzmann baute die Orgel 1871 nach dessen Plänen um.
Es folgte 1935 eine Erweiterung durch Gerhard Kirchner (Weimar) und eine umfassende Restaurierung 2007–2008 und 2014 mit Erneuerung der im Ersten Weltkrieg requirierten und 1923 aus Zink ersetzten Prospektpfeifen durch Orgelbau Waltershausen.
Heute hat die Orgel 31 Register auf zwei Manualen und Pedal.